# Montréal-Est (district électoral du Canada-Uni)
Pour les articles homonymes, voir Montréal-Est.
Circonscription électorale provinciale du Canada
Montréal-Est est un district électoral de l'Assemblée législative de la province du Canada.

## Liste des députés
| Années | Années      | Député                 | Affiliation |
| ------ | ----------- | ---------------------- | ----------- |
|        | 1861 - 1863 | George-Étienne Cartier | Bleu        |
|        | 1863 - 1867 | George-Étienne Cartier | Bleu        |